# 普奎頓
42°35′S 73°38′W / 42.583°S 73.633°W

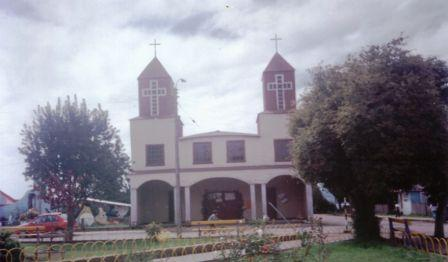

普奎頓（西班牙語：Puqueldón），是智利的城鎮，位於該國中南部湖大區的奇洛埃省，處於萊穆伊島，面積97.3平方公里，2012年人口4,023人，人口密度每平方公里41人。